# Campeonato Italiano de Futebol de 1900
O Campeonato Italiano de Futebol de 1900 foi a terceira edição deste certame, que em 1929 daria lugar a Serie A. Foi organizado pela FIF (Federazione Italiana del Football, atual FIGC) sob a denominação Campionato Nazionale di Football 1900. Assim como nas duas últimas edições, o campeão foi o Genoa vencendo o FC Torinese.

## Participantes
| Equipe            | Cidade |
| ----------------- | ------ |
| FC Torinese       | Turim  |
| Genoa C.F.C       | Gênova |
| Ginnastica Torino | Turim  |
| Juventus          | Turim  |
| Milan             | Milão  |
| Sampierdarenese   | Gênova |

## Premiação
| Campeonato Italiano de Futebol de 1900 |
| -------------------------------------- |
| Genoa Campeão (3° título)              |

## Equipe campeã
- Aristide Parodi
- Ernesto De Galleani
- Fausto Ghigliotti
- Enrico Pasteur II
- James Richardson Spensley (capitão)
- Edoardo Pasteur I
- Howard Passadoro
- Joseph William Agar
- Henri Dapples
- Paolo Rossi
- Giovanni Bocciardo
- Henman
- George Fawcus